# Jinx (League of Legends)
Jinx je postava v mediální franšíze League of Legends od společnosti Riot Games. Jako hratelný šampion byla představena v říjnu 2013 v aktualizaci stejnojmenné videohry z roku 2009, kterou doplnil animovaný videoklip „Get Jinxed“ jako oslavu jejího oficiálního debutu. Ve fikčním světě hry je Jinx šílená a impulzivní zločinkyně ze Zaunu, která slouží jako úhlavní nepřítel Piltoverské strážkyně pořádku Vi. Animovaný seriál Arcane od společnosti Netflix se zabývá příběhem původu Jinx jako Powder, mladší sestry Vi, kterou po řadě osobních tragédii k sobě vezme a vychová zločinecký boss Silco. V Arcane ji namluvila Ella Purnellová.
Z Jinx se stala jedna z nejpopulárnějších a nejikoničtějších postav franšízy od jejího představení. Její vyobrazení v Arcane si získalo uznání kritiků.

## Koncept a tvorba
Ilustrátorka Kate De Sousová vyvěsila v Riot Games na nástěnku s nápady koncept "zločinkyně se zbraněmi a copánky", ze které se nakonec stala Jinx. Chtěla pro League of Legends vytvořit "úplně vyšinutého padoucha, který je za hranicí jakékoli nápravy". Byla také fanouškem "Attack Damage Carry" (tahounů útočného poškození), což je výraz pro šampiony, kteří v zápasech působí průběžně velké množství poškození. Jinx dostala krycí název "Psycho Arsenal" (šílený arzenál) a byla na nástěnce několik měsíců, až dokud se August Browning, chtějíc vytvořit Attack Damage Carry, které bude měnit zbraně, nerozhodl ji společně s De Sousovou vyvinout, přičemž její příběh naspal Graham McNeill. Nechtěli jí dát "sexy postavu" a tak ji vyobrazili jako bledou a štíhlou ženu s přehnaně velkými zbraněmi, aby v League of Legends vynikla mezi ostatními ženskými šampiony. Joker, Glum a herečka Helena Bonham Carterová sloužili jako její hlavní inspirace.
Na oslavu Jinxinho herního debutu byl na YouTubovém kanále League of Legends vydán animovaný videoklip s názvem "Get Jinxed", kde hrála hlavní roli. Oficiálně se připojila k League of Legends, kde ji namluvila Sarah Anne Williamsová, v aktualizaci v říjnu 2013. Její původ se později rozšířil, když ji Christian Linke a Alex Yee zpracovali pro animovaný internetový seriál Arcane. První sérii vydala společnost Netflix v listopadu 2021. Tam Jinx namluvila Ella Purnellová kromě její mladší verze v prvním dějství, kde ji namluvila Mia Sinclair Jennessová.

## Výskyt

### League of Legends
Jinx se přidala na soupisku střelců League of Legends jako hratelný šampion v říjnu 2013. Podle příběhu, který napsal Graham McNeill, byla kdysi mladou, nevinnou dívkou ze Zaunu, podsvětí utopického města Piltover. S Vi, dalším šampionem ze hry, sdílí temnou a záhadnou minulost. Po neštěstí v dětství se Jinx stala "šílenou a impulzivní" a její schopnost působit chaos se "stala předmětem legend". Mezi její nejznámější zločiny patří vypuštění splašených exotických zvířat, narušení obchodu umístěním ničivých výbušnin na městské mosty a vyloupení jedné z nejlépe zabezpečených bank v Piltoveru. Vývojáři se postarali o to, aby se ve hře pohybovala rychle, což odráží její chaotickou osobnost a energii.
Mezi Jinxiny hlavní zbraně patří její kulomet "Pow-Pow", šoková pistole "Zapper", výbušné granáty "Flame Chompers" (požírače plamenů) a upravený raketomet pojmenovaný "Fishbones" (rybokost) podle jeho designu inspirovaném žraloky.
Jinxiny alternativní skiny ve hře pochází z paralelních světů odlišných od hlavního příběhu. Ve světě "Odyssey" (Odysea) je členkou mezigalaktické posádky cestující vesmírem. Ve světě "Star Guardian" (hvězdná strážkyně) je součástí skupiny magických dívek. Na alternativní skin v League of Legends byl přetvořen také její design z Arcane.

### Arcane
Arcane odhaluje, že se Jinx původně jmenovala Powder. Společně s její sestrou Vi osiřely po potlačeném povstání podsvětí proti utopickému městu Piltover a přichýlil je k sobě vůdce povstání Vander.
Na začátku první série vykrádají Powder a Vi byt Jayce Talise v Piltoveru. Powder ukradne sadu magických krystalů a omylem způsobí výbuch. Oběma se podaří utéct, ale strážci pořádku Piltoveru je pronásledují do podsvětí. Vander se udá, aby je ochránil, ale unese ho Silco, jeho bývalý bratr ve zbrani. Powder sleduje Vi a její nevlastní bratry, Myla a Claggora, kteří se vydají zachránit Vandera. Ve snaze pomoct jim porazit Silcovy jednotky použije kradené krystaly k obří explozi, která vyústí v smrt Vandera, Myla a Claggora. Ze žalu Vi udeří Powder, řekne jí, že nosí smůlu (anglicky "to be a jinx") a odejde. Cítí se opuštěná, a tak nachází útěchu v Silcově náruči.
O několik let později začnou přezdívat Powder, kterou Silco vychoval jako vlastní dceru, jménem Jinx. Ta pomáhá Silcovi, který převzal kontrolu nad podsvětím, kterému se nyní říká Zaun, pašovat chemický stimulant "třpyt" do Piltoveru pro Silcovu druhou vzpouru. Poté, co se jedna zásilka nezdaří kvůli zásahu povstalců známých jako Ohnivci, se Jinx pokouší udělat na Silca dojem krádeží Jaycova takzvaného "magitechnického krystalu", přičemž zabije šest strážců pořádku. Silco ji požádá aby z krystalu udělala zbraň a radí jí, aby zapomněla na svou minulost coby Powder. Mezitím zelenáčka mezi strážci pořádku Catilyn Kirammanová naverbuje Vi, která byla roky vězněna, aby jí pomohla Jinx vypátrat. Když Jinx zjistí, že Vi spolupracuje s Caitlyn, obrátí se proti Vi, ale zasáhnou Ohnivci a vezmou jí krystal.
Jinx zabije strážce na mostě spojující Zaun s Piltoverem a získá krystal zpět, ale je těžce zraněná v souboji s Ekkem, vůdcem Ohnivců a jejím kamarádem z dětství. Silco najde Jinx a přinese ji k Singedovi, který jí vstříkne třpyt, aby její zranění vyléčil. Jinx má halucinace, že jí Vi a Caitlyn způsobují bolest, a tak je obě unese. Když zaslechne, jak Silco lamentuje nad volbou mezi nezávislostí Zaunu a ní kvůli ultimátu od Jayce, unese i Silca. Přinutí Vi, aby si vybrala mezi ní a Caitlyn. Jak Vi, tak Silco se snaží apelovat na Jinx, což jí ale způsobí panický záchvat. Silco se vysvobodí a chystá se zabít Vi když najednou ho Jinx v záchvatu zastřelí. V jeho posledních chvílích ji Silco ujistí, že by ji nikdy nezradil a utěšuje ji tím, že jí řekne, že je "dokonalá". Jinx nakonec přijme svou novou identitu a vystřelí na piltoverskou radu schvalující nezávislost Zaunu raketu z raketometu poháněném magitechnickým krystalem.
Ve druhé sérii se Jinx spřátelí s mladým sirotkem jménem Isha a spolupracuje se Sevikou, Silcovou pravou rukou. Společně se snaží vrátit smog známý jako "šeď" zpátky do Piltoveru skrze ventilační šachty, ale kvůli Caitlyn přijde o prst. Piltover vyhlásí stanné právo a Jinx, která se v Zaunu stala symbolem revoluce, odmítá Sevičiny návrhy o vedení povstání až do chvíle, kdy strážci pořádku unesou Ishu. Poté, co vysvobodí Ishu spolu s dalšími zatčenými Zauňany ji napadne kříženec člověka a vlka, o kterém zjistí, že je vlastně vzkříšený Vander. Spolu s Vi Vandera najdou a přinesou ho "heroldovi" Viktorovi, který slíbí, že mu navrátí lidskost, ale Viktorovu komunu oblehne noxijská generálka Ambessa Medardová a Isha se obětuje, aby spacifikovala Vandera a zachránila Jinx. Ta upadne kvůli Ishině smrti do deprese a vzdá se Caitlyn, která ji uvězní v žaláři. Má tam halucinace o Silcovi, který jí řekne, aby ukončila cyklus násilí opuštěním Piltoveru a Zaunu. Poté, co ji Vi vysvobodí, se pokusí se o sebevraždu, ve které jí ale Ekko zabrání a spolu s ním sjednotí Zaun před poslední bitvou proti Viktorovi a noxijské armádě v Piltoveru. Vypadá to, že se Jinx obětuje, aby zachránila Vi a zabila Vandera, ale Caitlyn později najde důkazy o tom, že přežila.

### Hudební videa
Jinx byla jedním z prvních šampionů v League of Legends, kteří hráli hlavní roli v jejich vlastním animovaném videoklipu před jejich vydáním. "Get Jinxed" od Agnete Kjølsrud ze skupiny Djerv byl vydán na YouTube 8. října 2013 a zobrazuje Jinxino ničivé řádění v Piltoveru.
Jinx se objevuje jako hlavní postava videoklipu ke znělce Arcane "Enemy" (nepřítel) od Imagine Dragons a JID, který odhaluje "části jejího dětství, které vedly k jejímu zločinnému způsobu života". Tento videoklip byl vydán na YouTube 28. října 2021 s účelem propagace seriálu.

### Další výskyt
Jinx se také objevila v různých spin-offech League of Legends, jako jsou Teamfight Tactics, Legends of Runeterra a League of Legends: Wild Rift. V rámci propagace Arcane byla Jinx přidána jako hratelná postava do her PUBG Mobile, Fortnite a Among Us. Objevuje se také ve videohře Just Dance 2023 Edition jako kouč pro skladbu "Playground" (hřiště) od Bey Millerové, kde ji hraje Céline Baronová.

## Přijetí

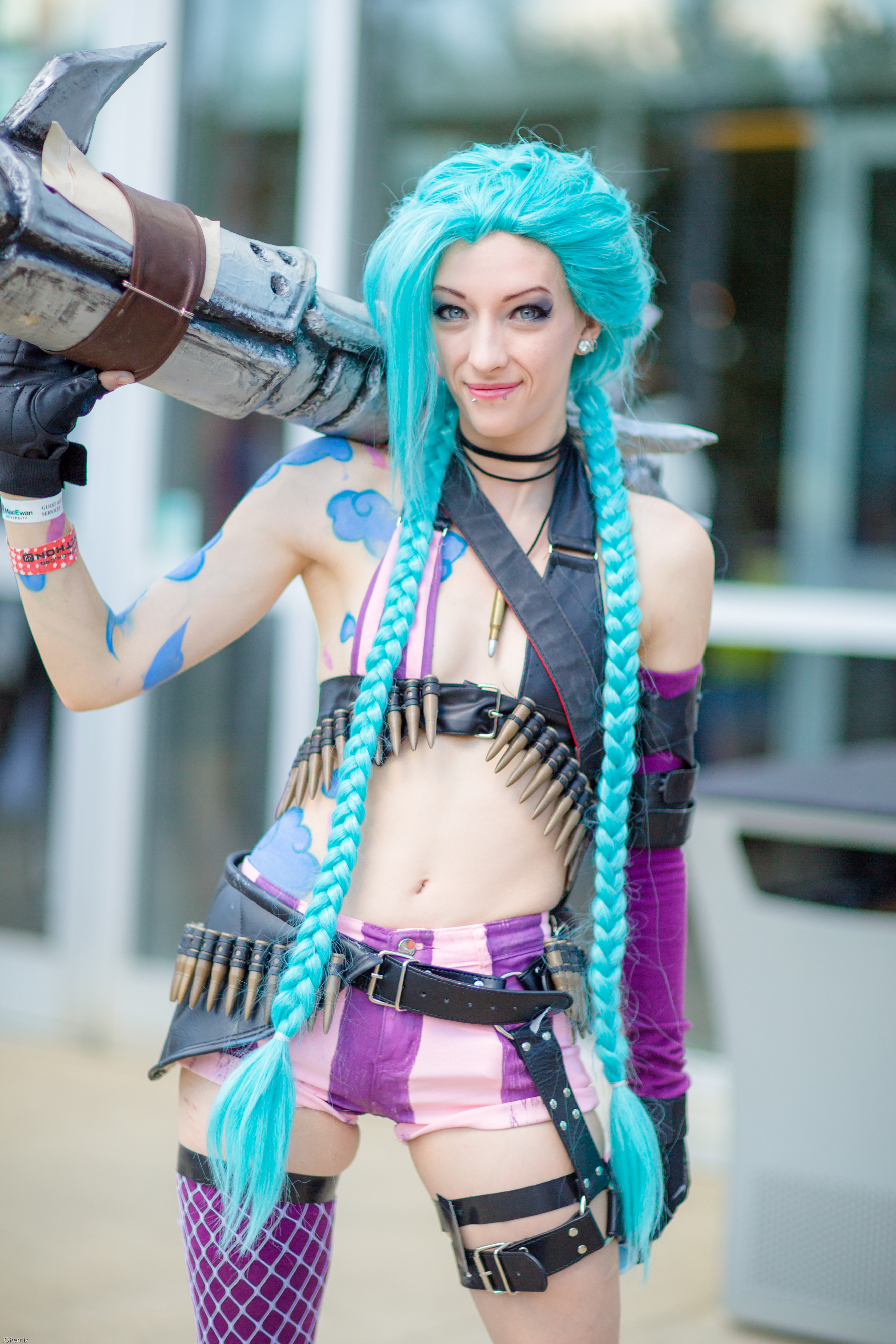
Jinx byla často předmětem cosplayů

Jinx je často označována jako "oblíbená mezi fanoušky" a jedna z nejikoničtějších šampionů v League of Legends a stala se jednou z nejpopulárnějších videoherních postav pro fan art a cosplay. Dot Esports připisuje její dlouhodobou popularitu videoklipu "Get Jinxed" a jejímu "magnetickému" designu. PC Gamer ji umísťuje na 23. místo v žebříčku nejikoničtějších postav z počítačových her a nazývá ji maskotem League of Legends. Jinx se objevila ve vícero videích na YouTubovém kanále League of Legends společnosti Riot Games a byla dokonce hlavní hvězdou upoutávky na mobilní hru League of Legends: Wild Rift.
Jinxino vyobrazení v Arcane si získalo uznání mnohých kritiků a fanoušků. Rafael Motamayor z IGN ji popsal jako "podmanivou" a "tím, co udržuje vaši pozornost v epizodě za epizodou". Fanouškové chválili vážné pojetí Jinxiny psychické poruchy, které z ní dělá spíš tragickou postavu, než komediální. Mnozí si všimli podobnosti mezi Jinxinou osobností v Arcane a superpadouchem z DC Comics Jokerem, který sloužil jako inspirace pro Jinx, hlavně s ohledem na její činy na konci první série.
Dojmy z Jinx zůstaly pozitivní i ve druhé sérii Arcane, kde byl vyzdvižen její osobnostní rozvoj a emoční růst. Hlavně vztah mezi Ekkem a Powder v alternativní časové linii vyobrazen v epizodě "Předstírej, že je to poprvé" získal uznání a analýzu kritiků. Isaiah Colbert z Gizmodo přirovnává dynamiku mezi Ekkem a Powder ke vztahu Max a Chloe v Life is Strange. Elijah Gonzalez z Paste nazývá vztah mezi Ekkem a Powder "zdrcujícím" a "hořkosladkým", zatímco Motamayor ho pro IGN vychválil za zobrazení témat "lítosti, voleb, nových začátků a toho, co mohlo být".
Taneční scéna s Powder a Ekkem byla mnohokrát ohodnocena a vychválena za její hudbu a animaci. Fanouškové se domnívají, že rychlost animace této scény o čtyřech snímcích za sekundu je odkaz na Ekkovu schopnost cestoval čtyři sekundy zpátky v čase. Píseň, která ve scéně hraje s názvem "Ma meilleure ennemie" (můj největší nepřítel) od Stromaea a Pomme se stala nejposlouchanější francouzskou skladbou za 24 hodin na Spotify.
Ella Purnellová získala za její výkon v šesté epizodě první série Arcane "Když se tyhle stěny zřítí" cenu Annie za dabing v televizní produkci.